# Héctor Acuña
Héctor Fabián Acuña Maciel (Montevideo, Uruguay, 27 de octubre de 1981), conocido como "Romario" Acuña, es un exfutbolista uruguayo que jugaba de delantero. 
Actualmente se encuentra retirado.

## Clubes
| Club                    | País      | Año         | Part. | Goles | Asist. | Prom. G-A |
| ----------------------- | --------- | ----------- | ----- | ----- | ------ | --------- |
| Rampla Juniors          | Uruguay   | 2000 - 2002 | 27    | 10    | 2      | 0,44      |
| Rentistas               | Uruguay   | 2003 - 2004 | 54    | 10    | 5      | 0,28      |
| Santiago Morning        | Chile     | 2005        | 15    | 6     | 1      | 0,47      |
| Rentistas               | Uruguay   | 2006 - 2007 | 45    | 13    | 4      | 0,38      |
| Liverpool               | Uruguay   | 2007 - 2008 | 30    | 9     | 3      | 0,40      |
| Dorados                 | México    | 2008 - 2009 | 40    | 7     | 0      | 0,18      |
| Liverpool               | Uruguay   | 2009 - 2010 | 14    | 3     | 0      | 0,21      |
| Miramar Misiones        | Uruguay   | 2010        | 14    | 2     | 3      | 0,29      |
| Racing                  | Uruguay   | 2011        | 10    | 1     | 1      | 0,20      |
| Marathón                | Honduras  | 2011        | 11    | 2     | 1      | 0,27      |
| Cerrito                 | Uruguay   | 2012        | 7     | 4     | 2      | 0,86      |
| El Tanque Sisley        | Uruguay   | 2012        | 15    | 11    | 5      | 1,07      |
| Gimnasia y Esgrima (LP) | Argentina | 2013        | 4     | 0     | 0      | 0,00      |
| Cerro                   | Uruguay   | 2013 - 2014 | 25    | 20    | 4      | 0,96      |
| Deportes Tolima         | Colombia  | 2014 - 2015 | 49    | 10    | 2      | 0,24      |
| Defensor Sporting       | Uruguay   | 2015 - 2017 | 50    | 8     | 4      | 0,24      |
| Cerro                   | Uruguay   | 2018        | 24    | 3     | 0      | 0,13      |
| Rentistas               | Uruguay   | 2019        | 21    | 5     | 1      | 0,29      |
| Miramar Misiones        | Uruguay   | 2020 - 2021 | 0     | 0     | 0      | 0,00      |
| Porongos                | Uruguay   | 2022 - 2023 | 0     | 0     | 0      | 0,00      |
| Deutscher               | Uruguay   | 2023 - 2024 | 0     | 0     | 0      | 0,00      |
| Total carrera           |           | 2000 - 2023 | 455   | 124   | 38     | 0,36      |

- Actualizado al 11 de septiembre de 2022.

## Palmarés

### Torneos nacionales
| Título             | Club             | País     | Año  |
| ------------------ | ---------------- | -------- | ---- |
| Primera B de Chile | Santiago Morning | Chile    | 2005 |
| Copa Colombia      | Deportes Tolima  | Colombia | 2014 |

### Distinciones individuales
| Distinción                                         | Año     |
| -------------------------------------------------- | ------- |
| Máximo goleador del Campeonato Uruguayo (20 goles) | 2013-14 |